# Surinamysis americana
Surinamysis americana är en kräftdjursart som först beskrevs av W. M. Tattersall 1951.  Surinamysis americana ingår i släktet Surinamysis och familjen Mysidae. Inga underarter finns listade i Catalogue of Life.